# Deutsche Meisterschaften im Synchronschwimmen 1996
Die 40. Deutschen Meisterschaften im Synchronschwimmen 1996 wurden am 15. und 16. März 1996 im Tullabad in Karlsruhe ausgetragen.

## Solo
| Platz | Name             | Verein        | Punkte |
| ----- | ---------------- | ------------- | ------ |
| 1     | Gabi Kornbichler | TSV Karlsfeld | 86,193 |
| 2     | Maren Zimpel     | PSV Köln      | 85,171 |
| 3     | Petra Funke      | TSB Flensburg | 84,131 |

Datum: 

## Duett
| Platz | Name                                        | Verein        | Punkte |
| ----- | ------------------------------------------- | ------------- | ------ |
| 1     | Petra Funke / Sandra Funke                  | TSB Flensburg | 85,996 |
| 2     | Gabi Kornbichler / Katja Schleinitz         | TSV Karlsfeld | 82,700 |
| 3     | Silke Hohlstein-Terwesten / Birte Hohlstein | PSV Köln      | 82,633 |

Datum: 

## Gruppe
| Platz | Verein          | Sportler | Punkte |
| ----- | --------------- | --- | ------ |
| 1     | TSV Neuburg     | Monika Mayer / Katja Stolte / Anke Großmann / Andrea Worle / Cornelia Rauscher / Monika Schwarz / Simone Kowalke / Agnes Wrobel                      | 84,667 |
| 2     | PSV Köln        | Silke Hohlstein-Terwesten / Birte Hohlstein / Maren Zimpel / Nicole Larbalette / Antje Voeller / Kerstin Voeller / Sabine Zobelt / Janine Salzenberg | 82,924 |
| 3     | SC DHfK Leipzig | Jana Boschel / Sylvia Schmidt / Sabine Baumbach / Alexandra Wirth / Maria Topp / Andrea Schmidt / Sandy Noack / Caroline Hartwig                     | 81,873 |

Datum: 